# Lijst van Belgische ondernemingen
Dit is een lijst van Belgische ondernemingen waarover een artikel op Wikipedia bestaat.

## Huidige bedrijven
- AB InBev (Belgisch-Braziliaans)
- Ackermans & van Haaren
- Agfa-Gevaert
- Ambiorix
- A.S.Adventure
- Barco
- Belfius
- BNP Paribas Fortis
- Bpost
- Brussels Airport
- Cartamundi
- Colruyt
- Delhaize
- Dexia (Frans-Belgisch)
- Exmar
- Galapagos
- Gimv
- GBL
- Haven van Antwerpen
- Jan De Nul
- KBC Groep
- Krëfel
- Lampiris
- Lotus Bakeries
- Medialaan
- Nationale Bank van België
- NMBS
- Niko Group
- Omega Pharma
- De Persgroep
- Proximus
- Brussels Airlines
- Sofina
- Solvay
- SONACA
- Studio 100
- Soudal
- Telenet
- Schoenen Torfs
- Truvo
- UCB
- Umicore
- VTM
- Woestijnvis

## Voormalige bedrijven
- Cockerill-Sambre - gefuseerd met Arcelor in 1998
- Interbrew - gefuseerd met Anheuser-Busch InBev
- Petrofina - gefuseerd met Total S.A.
- Société Générale de Belgique gefuseerd met SUEZ
- Electrabel gefuseerd met SUEZ
- Fortis - na fusie grotendeels opgegaan in BNP Paribas en ABN AMRO
- Janssen Pharmaceutica gefuseerd met Johnson & Johnson

### Faillissement
- Lernout & Hauspie
- Sabena